# ソフィー・アドレルスパッレ
カリン・ソフィー・アドレルスパッレ (Carin Sophie Adlersparre、1823年7月6日 – 1895年6月27日) は、スウェーデンの19世紀の女性の権利運動の先駆者のひとり。旧姓はレイヨンフーヴッド (Leijonhufvud)。スカンディナヴィアでの最初の女性誌である 『家庭向け雑誌』 (Tidskrift för hemmet、1858年 - 1885年) の創刊者、編集者、『手芸の友』 (Handarbetets vänner、1874年 - 1887年) の共同創始者、フレデリカ・ブレーメル協会 (Fredrika-Bremer-förbundet、1884年) の創始者であり、1885年にスウェーデンで公立委員会の委員になった最初の女性二人のうちの一人。 ペンネームのエセルデでも知られている。

## 人生
エリック・ガブリエル・クヌットソン・レイヨンフーヴッド中佐とソフィー・エメレンティア・ホッペンシュテットの間に生まれた。家庭内で教育を受けた後、ストックホルムのフィニッシングスクール、ジュルストラムスカ・パンホーネン (Bjurströmska pensionen) で2年を過ごした。1869年に貴族で海軍中佐のアレックス・アドレルスパッレ (1812年–1879年) と結婚、彼の5人の子供の義母となった。アレックスはソフィーの社会変革活動に協力的だった。
フェミニストで作家のフレデリカ・ブレーメルの崇拝者であり、米国での数年間の滞在で女性の権利に興味を持ち1857年にスウェーデンに帰国したロザリー・ロースとの交流を通じてフェミニスト活動に従事するようになった。このころ、フレデリカ・ブレーメルの1856年の小説「ハルタ」(Hertha) に喚起され、スウェーデンで公の場で女性の権利の議論があった。この議論の結果、未婚の女性の後見人制度の廃止と女性への成年の付与 (1858年 - 1863年) が行われ、 1861年に最初の女性向け公立学校である王立女子師範学校 (Högre lärarinneseminariet) が設立された。

### 『家庭向け雑誌』
サロンを主催するフレドリカ・リムネルの経済的支援を受け、1859年にスカンディナヴィアでの最初の女性誌である 『家庭向け雑誌』 (Tidskrift för hemmet、1858年 - 1885年) をロザリー・ロースとともに創刊した。女性の権利、性役割、フェミニズムについて論じるスウェーデンで最初の定期刊行物であり、すぐに成功を収めた。 アドレルスパッレとロースは1868年まで共同編集長の役割を担い、ロースが引退した後はアドレルスパッレが一人で編集長を務めた。ジャーナリストとしてはペンネームのエセルデで知られるようになった。1886年に『家庭向け雑誌』は廃刊となり、新しい女性誌『ダグニ』(Dagny) に引き継がれた。アドレルスパッレは1886年から1888年まで『ダグニ』の編集長、その後1894年まで同誌の取締役を務めた。

### フェミニストとしての業績
スウェーデンでは1862年に女性に地方参政権が付与されていたが、アドレルスパッレは女性参政権には焦点を当てなかった。アドレルスパッレと彼女の雑誌の社会運動の焦点は、女性の経済的な自立につながる教育と職業へのアクセスであった。「女性には仕事が必要であり、仕事には女性が必要である」と主張した。
1862年に女性の職業教育のための夜学を創設した。 1863年には秘書業務部門を設立、人材紹介として成果を上げた。1864年に、後に義理の姉妹となるソフィア・アドレルスパッレに触発され、女性がスウェーデン王立美術院で男性と同じ条件で学べるようスウェーデン議会に請願した。その当時、女性がスウェーデン王立美術院で学ぶには特別な調整が必要で、ソフィア・アドレルスパッレは成功した芸術家であったが、そこで学ぶことはできなかった。ソフィア・アドレルスパッレの請願は議会で審議され、1864年の改正で女性が男性と同じ条件で学ぶことが許可された。 
1866年に、女性の教育、職業へのアクセスを増やす活動をする女性のための無料図書館『ストックホルム読書室』 (Stockholms läsesalong) の共同創設者となった。 女性のための無料図書館を作る目的について「継続的な自己学習と人生におけるより大きく広い展望のため」と述べた。
女性の教育に対する関心は、女性が仕事においてだけでなく、公的な社会の中で活躍してほしいという彼女の願いが原動力だった。彼女の言葉によれば「女性が社会変革に参画することへの願いや期待が大きくなるほど、それに対して十分な準備をすることがより重要になる」。多くの女性の教育改革はこの時期に導入された。1866年女子学校委員会 (Flickskolekommittén 1866) の改革以降、女性の大学教育へのアクセス (1870年-1873年) と女子中等教育学校への公的補助 (1874年) が与えられた。1885年から1887年の間、アドレルスパッレは女性の教育システム改革の調査と提案を目的として政府に任命された1885年女子学校委員会 (Flickskolekommittén 1885) の委員だった。 これは女性の委員が参加したスウェーデンで最初の公立の委員会で、二人の女性委員がソフィー・アドレルスパッレとヒルダ・カゼッリだった。

### その他の業績
1864年から1865年の間、スウェーデン赤十字の創立に参画した。
1874年に『手芸の友』 (Handarbetets vänner) をハンナ・ウィンゲと共同で創設し、1887年まで議長を務めた。組織の目的は、手芸の品質を高めることで、その当時、女性の自立のために非常に重要な収入源だった手芸の仕事の地位を高めることだった。
アドレルスパッレはスウェーデン文学にも関与した。ビクトリア・ベネディクトソンの崇拝者であり、セルマ・ラーゲルレーヴの作家活動を経済的に支援した。晩年、フレデリカ・ブレーメルの伝記の執筆に取り組んだが、完成することはできなかった。

### フレデリカ・ブレーメル協会
1884年創立のスウェーデンで最初の女性の権利組織であり、フェミニスト作家フレデリカ・ブレーメルから名づけられたフレデリカ・ブレーメル協会 (Fredrika-Bremer-förbundet) の創立者として最もよく知られているだろう。アドレルスパッレは組織の長が男性であるほうがより真剣に捉えられると考え、女性の権利の支援者であるハンス・ヒルデブランドがフレデリカ・ブレーメル協会の公式の議長を務めた。 しかし、1895年に亡くなるまでアドレルスパッレが事実上の議長を務め、アグダ・モンテリウスが後を引き継いだ。アドレルスパッレは男性が同権の活動の一翼を担うことが非常に重要と考え、エレン・アンカールスワード(スウェーデンの女性の権利活動のアドレルスパッレの継承者とされる)、エレン・フリース、ガートルード・アデルボルグ、フレドリカ・リムネルのような女性に加え、ハンス・ヒルデブランド、グスタフ・シェーベルグのような男性の参加も歓迎した。組織の目的は「道徳的、知的のみでなく社会的、経済的な女性の地位向上に向けた健全かつ穏やかな進歩のために活動すること」。 フレデリカ・ブレーメル協会の役割の一つは奨学金を提供することであり、マチルダ・シロウがその基金集めに尽力した。

### 評価
スウェーデン社会への貢献を評価され、1895年に『働きがそれに値するもの』(Illis quorum meruere labores) メダルを受賞した。

## 関連書
- (Swedish) Lilla Focus Uppslagsbok [Little Focus Encyclopedia]. Focus Uppslagsböcker AB. (1979)
- “Sophie Adlersparre” (Swedish). Göteborgs universitetsbibliotek (2012年9月1日). 2021年1月23日閲覧。
- Sigrid Leijonhufvud (1910) (Swedish). Victoria Benedictsson, Ernst Ahlgren och Esselde : en brefväxling. Stockholm
- Sigrid Leijonhufvud『Sophie Adlersparre 1–2』1922–23。
- U. Manns, Den sanna frigörelsen: Fredrika-Bremer-förbundet 1884–1921 (1997)
- Anna Nordenstam (2001). Begynnelser: Litteraturforskningens pionjärkvinnor 1850–1930
- Barbro Hedwall (2011). Susanna Eriksson Lundqvist. ed (Swedish). Vår rättmätiga plats. Om kvinnornas kamp för rösträtt [Our Rightful Place. About women's struggle for suffrage]. Förlag Bonnier. ISBN 978-91-7424-119-8